# Montecarlo (Buenos Aires)
Montecarlo es una localidad y balneario del Partido de Pinamar, en la Provincia de Buenos Aires, en Argentina. Dista 5 km al norte de Pinamar, y es una zona despoblada y carente de electricidad y agua potable; cuenta con perspectivas de desarrollo urbano aunque son necesarias obras de infraestructura de cierta importancia.

## Origen
En 1912, un grupo de ingenieros franceses, adquirieron un sector de terrenos lindantes a la costa, con el objeto de construir un nuevo balneario. A este proyecto se lo denominó Villa Atlántica pero no prosperó.
En la década de 1970, la localidad -ya llamada Montecarlo- contó incluso con un proyecto de construir allí un puerto de aguas profundas pero finalmente no se construyó.